# Красногірське (Білогірський район)
Красногі́рське (до 1945 року — Нейза́ц, нім. Neusatz; Чукурча́; крим. Çuqurça) — село в Україні, у Білогірському районі Автономної Республіки Крим. Підпорядковане Ароматнівській сільській раді.
Відстань від райцентру до населеного пункта становить 21 кілометрів по прямій.
За даними сільради на 2009 рік село займало площу 82 гектари на якій було 278 дворів та 140 людей населення.
Колишня німецька колонія Нейзац (також Чокурча).

## Історія
Німецька лютеранська колонія, заснована 38 сім'ями колоністів з Вюртемберга, Ельзаса, Баварії і Бадена в 1804 році на 922 десятинах землі. Назва дана по селу Нейзац — юатьківщині переселенців у Вюртемберзі. У 1812 році було створено власну парафію, в 1825 році збудовано церкву. Спочатку існувало у межах Нейзацького колоністського округа.

Шарль Монтандон у своєму «Путівнику мандрівника по Криму, прикрашений картами, планами, видами та віньєтами…» 1833 так описав селище:
«Нейзац, що налічує 281 жителя (всі вони німці), складається з 40 будинків, реформатської церкви, пасторського будинку, школи та общинного комори для хліба.»
На 1886 рік у німецькій колонії Нейзац (вона ж Чукурча), згідно з довідником «Волости і найважливіші селища Європейської Росії», проживало 968 осіб у 48 домогосподарствах, діяли волосне правління, лютеранська церква та 2 школи.
18 серпня 1941 року кримські німці були насильно виселені радянською армією, спочатку до Ставропольського краю, а потім до Сибіру і північного Казахстану.
12 серпня 1944 року було прийнято постанову № ГОКО-6372с «Про переселення колгоспників у райони Криму» й у вересні 1944 року у район приїхали перші новосели з Київської області УСРС та Ростовської і Тамбовської областей РРФСР, а початку 1950-х років була друга хвиля переселенців з різних областей України.
21 серпня 1945 року Указом Президії Верховної Ради РРФСР Нейзац було перейменовано на Красногірське.